# 昭武軍節度使 (南吳)
昭武军节度使，五代十国杨吴、南唐的节度使，治所在抚州（今江西省抚州市）。
顺义元年（921年）十月，在抚州设立昭武军節度使，下辖抚州一州。南唐沿置。宋太祖开宝八年（975年），宋朝灭南唐。北宋时抚州为刺史州。

## 历任节度使
- 李德诚（907年）
- 李德诚（919年—921年）
- 杨濛（928年—934年）
- 李建勋（943年—944年）
- 冯延巳（946年—952年）
- 李建勋（952年）
- 刁彦能（954年—957年）
- 李景达（958年—971年）
- 卢绛（975年，未赴任）